# Toronto R & AA
Toronto R & AA je bil članski amaterski hokejski klub iz Toronta. Deloval je znotraj lige Ontario Hockey Association in jo dvakrat tudi osvojil, v sezonah 1912/13 in 1913/14, a obakrat ni izzival za Pokal Allan. Klub je imel v sezoni 1914/15 tudi svoje mladinsko moštvo, ki je igralo v mladinski ligi Ontario Hockey Association. 
Ime kluba je neznanka. Nekateri trdijo, da pomeni "Rugby & Athletic Association" ("Ragbi in atletska zveza"), medtem ko drugi menijo, da pomeni "Rowing & Athletic Association" ("Veslaška in atletska zveza"). Zavoljo tega je splošno sprejeto, da se ime kluba zapisuje preprosto kot "R & AA". 

## Člansko amatersko moštvo

### Izidi
| Sezona  | Tekem | Zmag | Porazov | Remijev | TOČ | GF | GA | Uvrstitev       | Končnica                                      |
| 1912/13 | 6     | 6    | 0       | 0       | 12  | -  | -  | 1. v Skupini 2  | zmagali v finalu, niso izzvali za Pokal Allan |
| 1913/14 | 6     | 5    | 1       | 0       | 10  | 25 | 28 | 1v Skupini 2    | zmagali v finalu, niso izzvali za Pokal Allan |
| 1915/16 | 11    | 0    | 11      | 0       | 0   | 21 | 61 | 4. v Skupini 2  | zunaj končnice                                |
| 1916/17 | 11    | 6    | 5       | 0       | 12  | -  | -  | 2. v Skupini 2A | zunaj končnice                                |

### Vidnejši igralci
- Harry Meeking
- Rod Smylie
- Ivan Mitchell
- Frank Heffernan

## Mladinsko moštvo
Mladinsko moštvo je končalo na 3. mestu v 5. skupini v sezoni 1914/15. 